# NGC 7819
NGC 7819 je galaxie v souhvězdí Pegas. Její zdánlivá jasnost je 13,5m a úhlová velikost 1,5′ × 1,2′. Je vzdálená 230 milionů světelných let, průměr má 100 000 světelných let. Galaxie je členem skupiny galaxií LGG 1, zvané též skupina NGC 7831. Galaxii objevil 26. října 1872 Ralph Copeland.